# 西西里鎮區 (內布拉斯加州蓋奇縣)
西西里鎮區（英語：Sicily Township）是位於美國內布拉斯加州蓋奇縣的一個行政鎮區。

## 地方資料
西西里鎮區的面積為93.69平方千米，當中陸地面積為93.14平方千米，而水域面積為0.54平方千米。根據2020年美國人口普查的數據，當地共有人口185人，而人口密度為每平方千米1.97人。